# Graphomya fasciventris
Graphomya fasciventris är en tvåvingeart som först beskrevs av Malloch 1925.  Graphomya fasciventris ingår i släktet Graphomya och familjen husflugor.
Artens utbredningsområde är Uganda. Inga underarter finns listade i Catalogue of Life.